# Gle Pintukaro
Gle Pintukaro är en kulle i Indonesien.   Den ligger i provinsen Aceh, i den västra delen av landet, 1 700 km nordväst om huvudstaden Jakarta. Toppen på Gle Pintukaro är 165 meter över havet.
Terrängen runt Gle Pintukaro är platt åt nordväst, men åt sydost är den kuperad. Terrängen runt Gle Pintukaro sluttar norrut.Runt Gle Pintukaro är det ganska tätbefolkat, med 116 invånare per kvadratkilometer. I omgivningarna runt Gle Pintukaro växer i huvudsak städsegrön lövskog.